# Екатериновка (Кривой Рог)

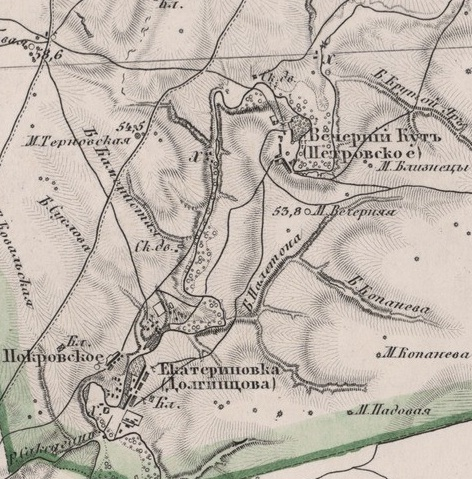
Екатериновка (Долгинцова) на карте XIX столетия

Екатериновка (Долгинцево, Деконька) — исторический район Кривого Рога, бывшее село Весёлотерновской волости Верхнеднепровского уезда Екатеринославской губернии.

## История
Поселение (деревня) возникло в начале XIX века, когда император Александр I предоставил здешние земли капитану Долгинцову, участнику Отечественной войны 1812 года при выходе в отставку из Тобольского пехотного полка, который и построил деревню Екатериновка, владельческая — Долгинцова, при речке Саксагани.
В конце XIX века образована экономия помещицы Деконской, которая перевезла сюда 30 семей крепостных из Пензенской губернии. Вблизи деревни располагалась усадьба помещицы.
На 1859 год насчитывалось 64 двора, в которых проживало 437 человек (218 мужского пола, 219 — женского).
В 1870-х годах переселенцы из села основали одноимённое село в Саратовской области.
В 1903 году насчитывалось 115 дворов, в которых проживало 595 человек.
В период Гражданской войны посёлок вошёл в состав Кривого Рога.

## Характеристика
Жилой массив в центральной части Саксаганского района Кривого Рога на левом берегу реки Саксагань. Граничит с жилыми массивами имени Артёма и имени Кирова.
Застройка представлена частным сектором. На территории находились богатые залежи чистого каолина. Произрастает ботанический памятник природы дерево культурной груши.